# Diourbel
Diourbel is een stad in Senegal en is de hoofdplaats van de regio Diourbel. In 2002 telde Diourbel 95.984 inwoners.

## Geografie
De stad ligt aan de rivier Sine op een hoogte van 8 meter. De stad ligt op ongeveer 120 km ten oosten van Dakar.
Diourbel heeft een lang droog seizoen tussen november en mei. De gemiddelde temperatuur is het laagst in januari (25,5° C) en het hoogst in juni (30,6° C).

## Economie en vervoer
In de omgeving worden vooral aardnoten geteeld.
Diourbel heeft een treinstation aan de spoorlijn Dakar-Niger. De autoweg N3 loopt door de stad.